# Джекобсон, Сада
Сада Джекобсон (англ. Sada Molly Jacobson ; род. 14 февраля 1983, Рочестер, Миннесота, США) — американская фехтовальщица на саблях, многократный призёр олимпийских игр и двукратная чемпионка мира.

## Биография
Родилась в спортивной семье. Её отец - бывший член сборной США по фехтованию, а младшие сестры также являются профессиональными фехтовальщицами.
В 2004 году вместе со своей сестрой Эмили Сада приняла участие в Олимпийских играх. На этом турнире она стала бронзовой медалисткой в личном первенстве по фехтованию на саблях.
На следующей Олимпиаде она смогла выйти в финал в личном первенстве, но уступила другой американской спортсменке Мариэль Загунис, став серебряным призёром. В командном первенстве в составе сборной США Сада заняла третье место.
По завершении Олимпийских игр Сада приняла решение закончить свою спортивную карьеру и поступила в юридическую школу при Мичиганском университете.

## Спортивные достижения

### Личное первенство
Летние Олимпийские игры:
- Серебряный призёр (1): 2008.
- Бронзовый призёр (1): 2004.

Чемпионат мира по фехтованию:
- Бронзовый призёр (1): 2006.

### Командное первенство
Летние Олимпийские игры:
- Бронзовый призёр (1): 2008.

Чемпионат мира по фехтованию:
- Чемпион (2): 2000, 2005.
- Серебряный призёр (2): 2004, 2006.